# Grazia Di Marzà
Grazia Di Marzà (Catania, 18 gennaio 1922 – Roma, 17 aprile 1993) è stata un'attrice italiana.

## Biografia
Attrice caratterista, esordì al cinema intorno alla metà degli anni cinquanta in ruoli da comprimaria.
Nonostante le apparizioni in numero consistente di pellicole, rimase relegata sempre a ruoli da comprimaria e fu spesso affiancata a cabarettisti e attori suoi conterranei quali Lando Buzzanca, Franco Franchi e Ciccio Ingrassia.

### Vita privata
Era la madre del doppiatore Franco Chillemi (1942-2011).

## Filmografia

### Cinema
- Agguato sul mare, regia di Pino Mercanti (1955)
- Non mi dire mai goodbye, regia di Gianfranco Baldanello (1967)
- Don Giovanni in Sicilia, regia di Alberto Lattuada (1967)
- A suon di lupara, regia di Luigi Petrini (1968)
- Un bellissimo novembre, regia di Mauro Bolognini (1969)
- Professione bigamo, regia di Franz Antel (1969)
- La belva, regia di Mario Costa (1970)
- Bronte - Cronaca di un massacro che i libri di storia non hanno raccontato, regia di Florestano Vancini (1972)
- Il caso Pisciotta, regia di Eriprando Visconti (1972)
- Ultimo tango a Zagarol, regia di Nando Cicero (1973)
- Malizia, regia di Salvatore Samperi (1973)
- Paolo il freddo, regia di Ciccio Ingrassia (1974)
- L'eredità dello zio buonanima, regia di Alfonso Brescia (1974)
- Il gatto mammone, regia di Nando Cicero (1975)
- Il sogno di Zorro, regia di Mariano Laurenti (1975)
- Il cav. Costante Nicosia demoniaco ovvero: Dracula in Brianza, regia di Lucio Fulci (1975)
- La dottoressa del distretto militare, regia di Nando Cicero (1976)
- Basta che non si sappia in giro, episodio Macchina d'amore, regia di Nanni Loy (1976)
- La vergine, il toro e il capricorno, regia di Luciano Martino (1977)
- La soldatessa alle grandi manovre, regia di Nando Cicero (1978)
- Bello mio, bellezza mia, regia di Sergio Corbucci (1982)
- Spaghetti House, regia di Giulio Paradisi (1982)

### Televisione
- Mastro Don Gesualdo, regia di Giacomo Vaccari (1964)
- Un'estate, un inverno, regia di Mario Caiano (1971)
- Il principe e la pastorella, regia di Saverio Strati (1972)
- Il marchese di Roccaverdina, regia di Edmo Fenoglio (1972)
- L'eredità della priora, regia di Anton Giulio Majano (1980)